# Seznam uměleckých realizací ve veřejném prostoru v Radotíně
Seznam uměleckých realizací v Radotíně v Praze 16 obsahuje tvorbu výtvarných umělců umístěnou ve veřejném prostoru v katastrálním území Radotín. Seznam je řazen podle ulic a nemusí být úplný.

## Seznam uměleckých realizací
| Název             | Fotografie                                           | Lokace                                                          | Autor                 | Rok       | Popis                            | Poznámka    |
| ----------------- | ---------------------------------------------------- | --------------------------------------------------------------- | --------------------- | --------- | -------------------------------- | ----------- |
| Keramické sloupky |                                                      | náměstí Osvoboditelů 1372 49°59′4,15″ s. š., 14°21′34,37″ v. d. | neuveden              |           | architektonický objekt, keramika | OC Berounka |
| Keramické sloupky |                                                      | náměstí Osvoboditelů 1372 49°59′3,07″ s. š., 14°21′31,12″ v. d. | neuveden              |           | architektonický objekt, keramika | OC Berounka |
| Keramický reliéf  |                                                      | náměstí Osvoboditelů 1372 49°59′2,51″ s. š., 14°21′32,76″ v. d. | neuveden              | 1980–1989 | reliéf, keramika                 | OC Berounka |
| Kovový reliéf     |                                                      | náměstí Osvoboditelů 1372 49°59′2,76″ s. š., 14°21′33,28″ v. d. | neuveden              | 1980–1989 | reliéf, kov                      | OC Berounka |
| Sloup časomíra    |                                                      | náměstí Osvoboditelů 1372 49°59′2,93″ s. š., 14°21′34,39″ v. d. | Ivan Kalvoda (*1941)  | 1980–1989 | informační objekt, kov           | OC Berounka |
| Medailony (5)     |                                                      | náměstí Osvoboditelů 1372 49°59′2,46″ s. š., 14°21′31,94″ v. d. | neuveden              | 1980–1989 | informační objekt                | OC Berounka |
| Keramické sloupky |                                                      | Prvomájová 49°59′5,13″ s. š., 14°21′31,3″ v. d.                 | neuveden              |           | architektonický objekt, keramika | park        |
| Mír               | Kategorie „Mír (Josef Kadlčík)“ na Wikimedia Commons | Prvomájová 49°59′5,52″ s. š., 14°21′31,95″ v. d.                | Josef Kadlčík (*1941) | 1980–1989 | socha, pískovec                  | park        |